# Brauerei Ustersbach

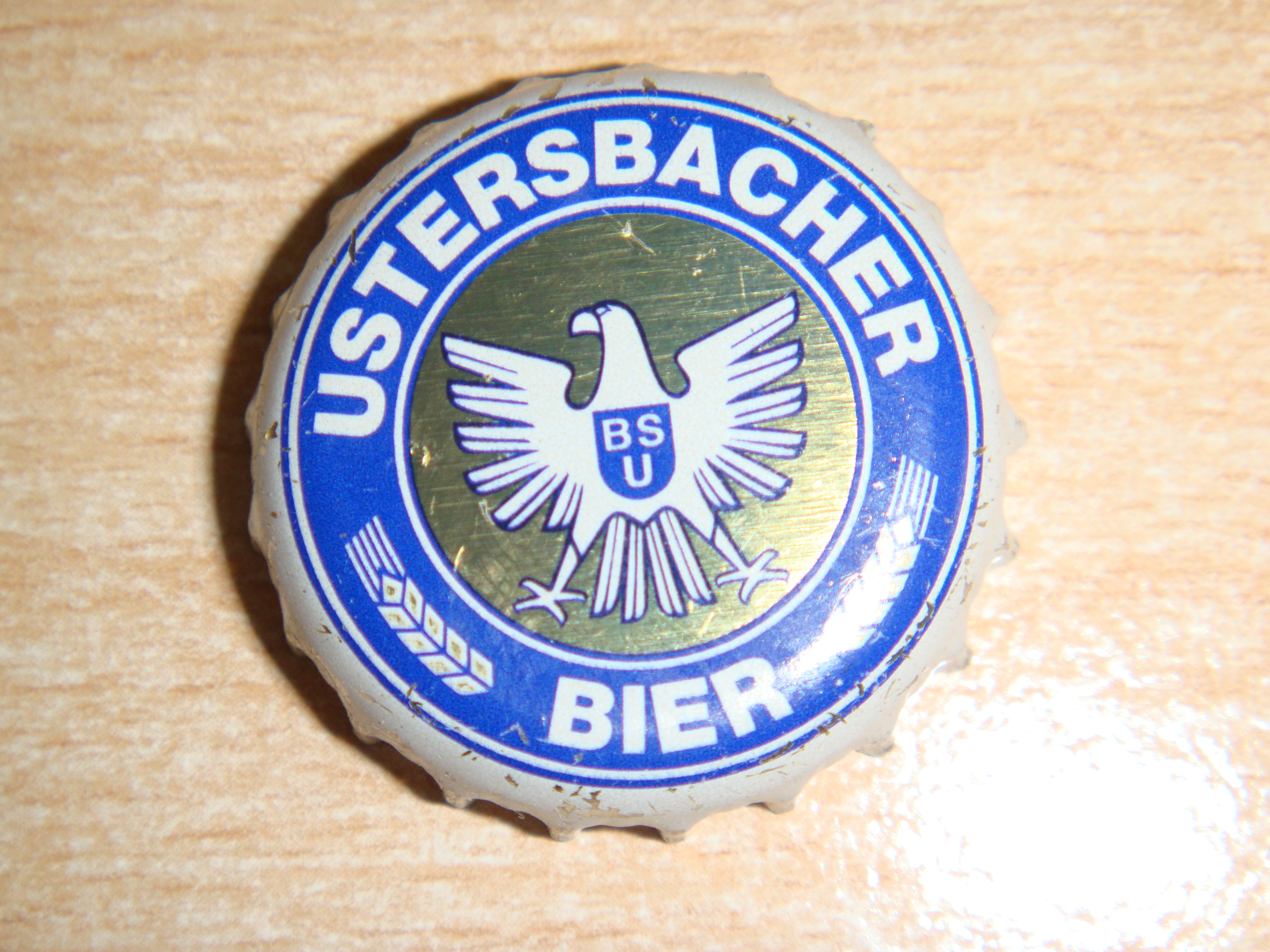
Ustersbacher Kronkorken

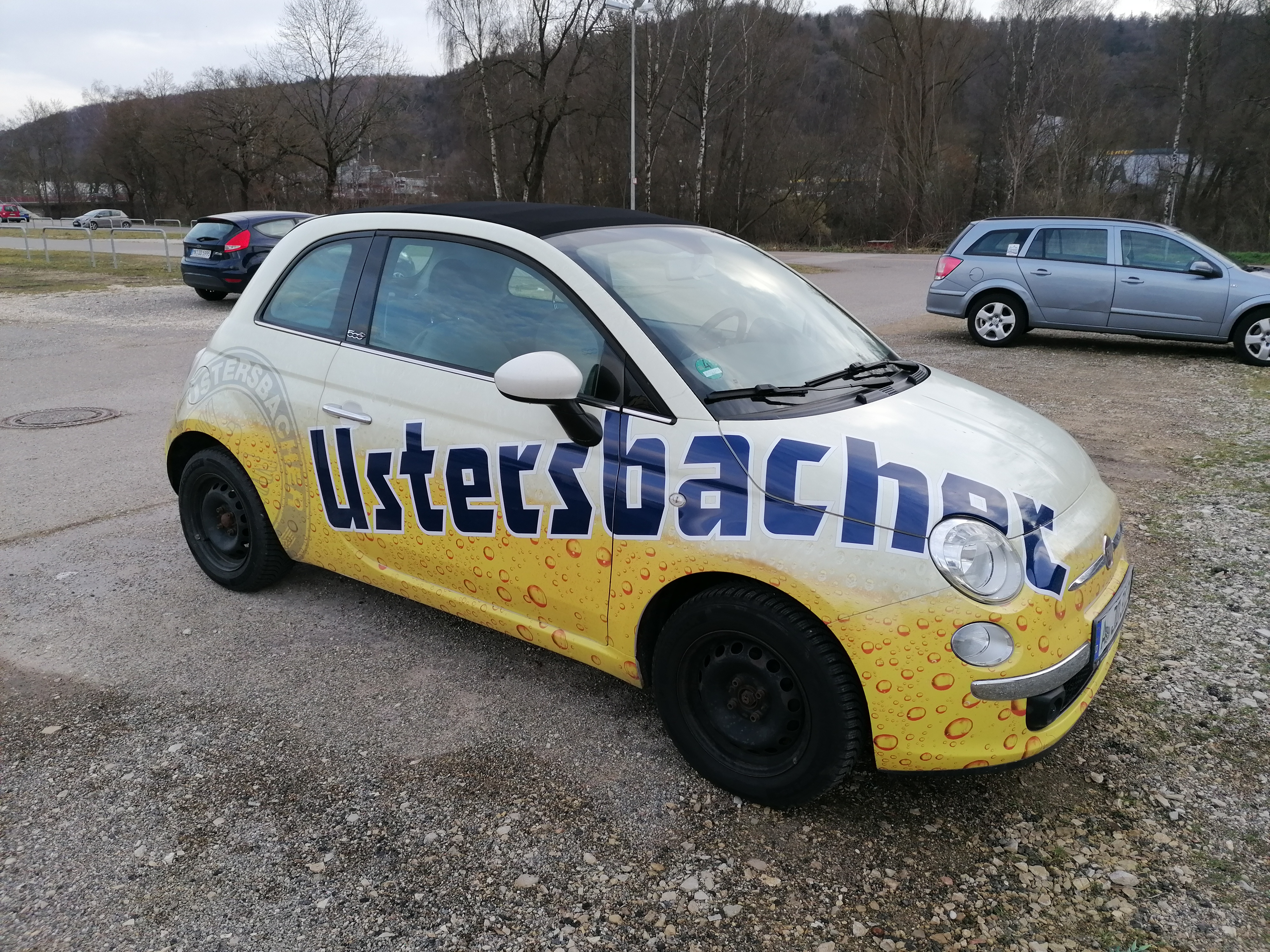
Fiat 500 in Werbegestaltung der Brauerei Ustersbach

Die Brauerei Ustersbach Adolf Schmid KG ist eine Brauerei in der Gemeinde Ustersbach in Bayern. Mitte der 2000er Jahre wurden jährlich etwa 180.000 Hektoliter Bier produziert.

## Geschichte
Die Brauerei befindet sich seit 1605 in Privatbesitz.

## Die Brauerei heute
Die Brauerei Ustersbach beschäftigt 100 Mitarbeiter in ihrem Betrieb mit eigenem Fuhrpark. Das Unternehmen wurde 2023 zum 30. Mal in Folge mit dem „Preis der Besten in Gold“ der DLG ausgezeichnet sowie seit 2013 mehrfach mit dem Bundesehrenpreis des Bundesministeriums für Ernährung und Landwirtschaft. Die Ustersbacher Brauerei ist seit 2014 zertifiziert nach dem International Food Standard (IFS, auch International Featured Standard Food). Die Brauerei verfügt über einen eigenen 140 Meter tiefen Brunnen, aus dem das Brauwasser gewonnen wird.

## Absatzgebiet
Ustersbacher Bier ist in erster Linie im süddeutschen Raum erhältlich, außerdem in Italien und Frankreich.

## Produkte
Die Ustersbacher Brauerei produziert folgende Biere: Ustersbacher Land-Zwickel, Ustersbacher Edel-Export, Ustersbacher Urhell, Ustersbacher Altbayerisch Dunkel, Ustersbacher Bayerisch Hefeweizen, Ustersbacher Dunkle Weisse, Ustersbacher Leichte Weisse, Ustersbacher Privat-Pils, Ustersbacher Jubiläumsbier 400, Ustersbacher Alkoholfreies Hefeweizen, dazu Ustersbacher Festbier und Ustator, ein dunkler Weizendoppelbock zur Wintersaison. Radler und Natur-Radler ergänzen das Sortiment.
Neben Bier werden auch die Wita-Erfrischungsgetränke, Flumi sowie Mineralwasser aus dem eigenen Brunnen unter der Marke Witaquelle abgefüllt.

## Bräustüble
Zur Brauerei gehört das Bräustüble, das 2014 umfassend umgebaut wurde.